# Scinax eurydice
Scinax eurydice és una espècie de granota de la família dels hílids. És endèmica del Brasil.
Els seus hàbitats naturals inclouen boscos tropicals o subtropicals secs i a baixa altitud, zones d'arbusts, prats parcialment inundats, pantans, llacs d'aigua dolça, maresmes d'aigua dolça, corrents intermitents d'aigua, zones prèviament boscoses ara molt degradades i estanys. Està amenaçada d'extinció per la destrucció del seu hàbitat natural.